# Монмут (округ)
Округ Монмут (англ. Monmouth County) — округ штата Нью-Джерси, США. Согласно переписи населения 2010 года, в округе Монмут проживало 630 380 человек (в 2000 году — 615 301 человек; за 10 лет население увеличилось на 2,5 %). Монмут является частью городской агломерации Нью-Йорка. В городе Фрихолд располагается административный центр округа. Крупнейший населённый пункт округа — Мидлтаун. 
В округе расположен город и природный климатический курорт Лонг-Бранч.

## История
У названия округа Монмут есть разные исторические теории. Считается, что округ получил своё название от Род-Айлендского общества Монмута. Это, вероятно, связано с тем, что многие из первых поселенцев округа происходили из Род-Айленда. Другая правдоподобная теория основана на предложении полковника Льюиса Морриса назвать графство в честь Монмутшира в Уэльсе, Великобритания. Другие предположения включают, что он был назван в честь Джеймса Скотта, 1-го герцога Монмутского (1649-1685), у которого было много союзников среди руководства Восточного Джерси.

## География
По данным Бюро переписи населения США, по состоянию на 2020 год, общая площадь округа составляла 661,40 квадратных миль (1 713,0 км²), из которых 468,18 квадратных миль (1 212,6 км²) занимала суша (70,8%) и 193,22 квадратных миль (500,4 км²) ― вода (29,2%).

## Климат
На большей части территории округа Монмут преобладает влажный субтропический климат (Cfa), в то время как в некоторых внутренних районах преобладает влажный континентальный климат с жарким летом (Dfa).
29 октября 2012 года ураган Сэнди нанес катастрофический ущерб прибрежным районам округа Монмут. Когда волна Сэнди достигла округа Монмут, в Сэнди-Хуке незадолго до разрушения приливной станции был зафиксирован уровень наводнения на 13,31 фута (4,06 м) выше нормы, что побило все предыдущие местные рекорды. Всплеск вызвал волны высотой до 32,5 футов (9,9 м), измеренные в том месте, где залив Сэнди-Хук впадает в Нью-Йоркский залив.

## Правительство

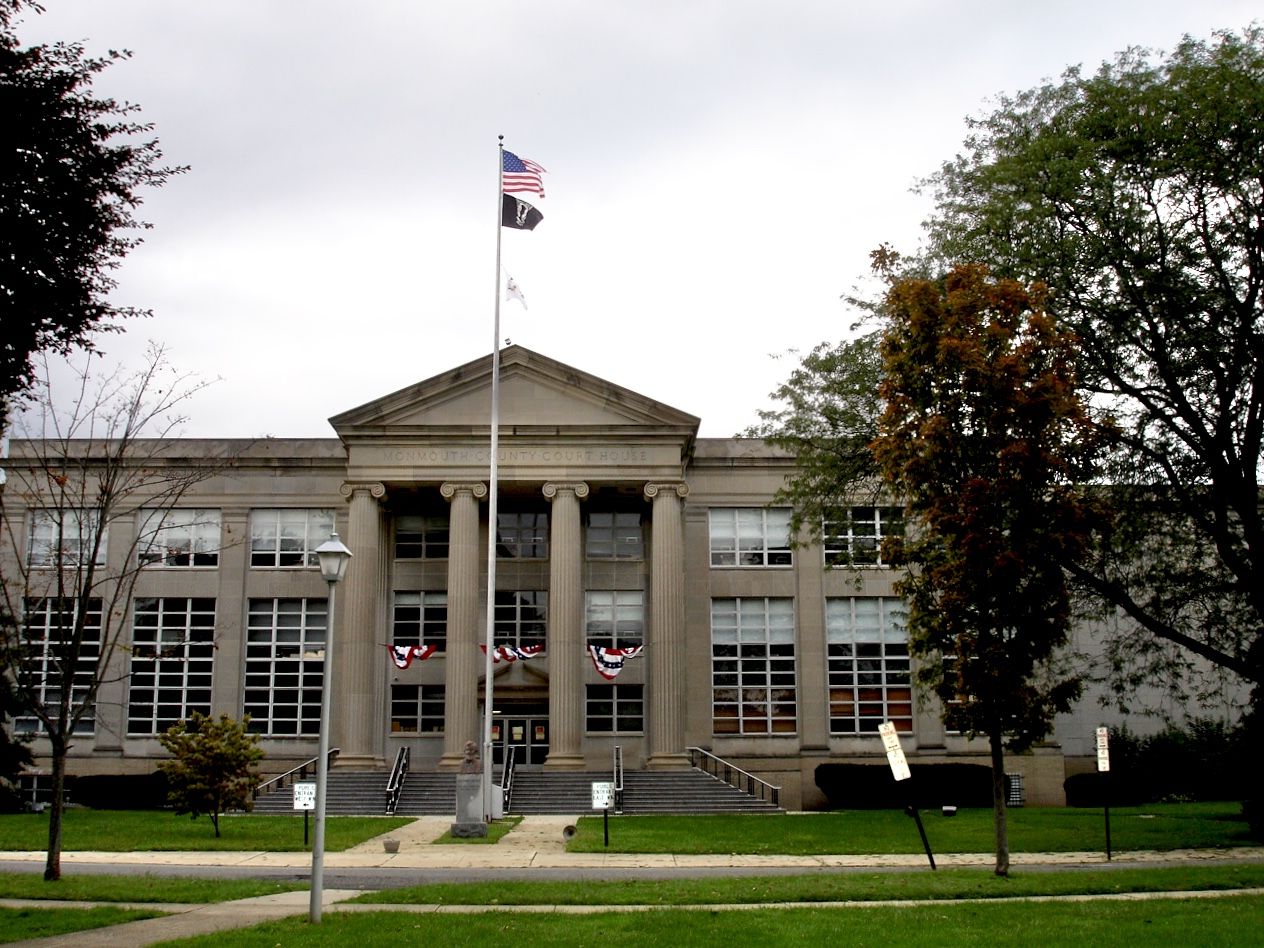
Здание окружного суда Монмута в районе Фрихолд

Округ Монмут управляется Советом окружных комиссаров из пяти человек, которые избираются в целом на трехлетний срок в шахматном порядке, при этом каждый год избирается одно или два места. В январе каждого года члены комиссии выбирают одного из своих членов на должность директора совета на год, который будет руководить заседаниями и деятельностью совета. Члены комиссии округа Монмут наделены административными полномочиями и полномочиями по выработке политики.
Члены комиссии осуществляют надзор за выполнением пяти обязательных функций окружного правительства, делегированных ему штатом. На каждого комиссара возложена ответственность за одну из пяти функциональных областей: администрация и специальные службы; Общественные работы и инженерия; Социальные службы, здравоохранение и транспорт; Финансы и отправление правосудия, которые в общей сложности контролируют более 70 окружных департаментов. В 2016 году фрихолдерам было выплачено 27 000 долларов, а директору фрихолдерской компании была выплачена годовая зарплата в размере 27 900 долларов. Администратор округа Тери О'Коннор, назначенная на эту должность, является главным исполнительным директором округа и отвечает за проведение политики и директив, установленных советом окружных комиссаров и руководит повседневной деятельностью более чем 3000 сотрудников округа.

## Образование
В 1933 году был основан Монмутский университет, он расположен в Уэст-Лонг-Бранче.
Здесь также находится общественный колледж Брукдейл. Школа, основанная в 1967 году, расположена в районе Линкрофт в Мидлтауне.
Университет Ратгерса сотрудничает с Брукдейлом, который предлагает программы получения степени бакалавра в кампусе Фрихолд.

## Культура и искусство

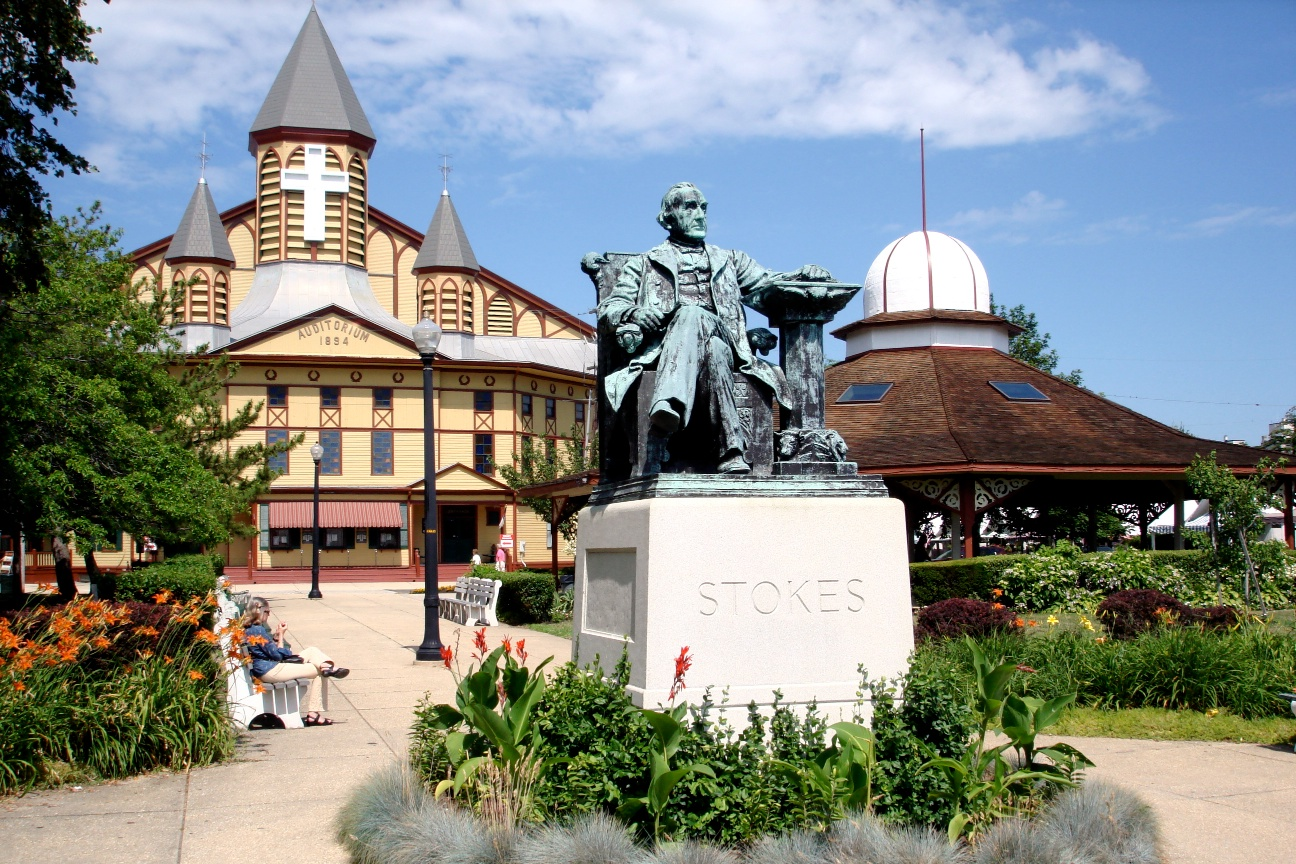
Район ассоциации лагерных собраний Оушен-Гроув

- Театр Каунта Бейси ― известный центр исполнительских искусств в Ред-Бэнке. В 1984 году был переименован в Театр Каунта Бейси в честь великого джазмена и уроженца Ред-Бэнка, Уильяма Бейси. Он был спроектирован Уильямом Э. Леманом и рассчитан на 1568 посетителей.
- Театр «Две реки» ― профессиональная, некоммерческая, региональная театральная компания, выпускающая спектакли и образовательные программы.
- Историческая ассоциация округа Монмут. Штаб-квартира расположена в районе Фрихолд в кирпичном здании в георгианском стиле, спроектированном архитектором Дж. Халламом Коновером.
- Музей еврейского наследия округа Монмут ― посвящён еврейской жизни в округе, которая началась в 1720 году.
- Государственный парк Монмутского поля битвы — расположен в городах Фрихолд и Маналапан. Он сохраняет сельский ландшафт восемнадцатого века с фруктовыми садами, полями, лесами и водно-болотными угодьями, включает в себя километры троп для пеших прогулок и верховой езды, места для пикников и четыре отреставрированных фермерских дома времен войны за независимость, которые были связаны с Американской войной за независимость. В парке есть центр для посетителей с точными копиями канонов восемнадцатого века и другими экспонатами.
- Государственный парк Аллер известен своим отреставрированным железоделательным заводом 19 века, деревней Аллер, которая является музеем живой истории на территории парка. Это был процветающий промышленный город, производивший чугунную выплавку из окрестных месторождений болотного железа. Сохранившиеся и отреставрированные сегодня здания включают в себя универсальный магазин, кузницу, столярную мастерскую, дом управляющего, дом бригадира и церковь.
- Холмдел-парк расположен в городке Холмдел, является частью парковой системы округа Монмут.

## Спорт

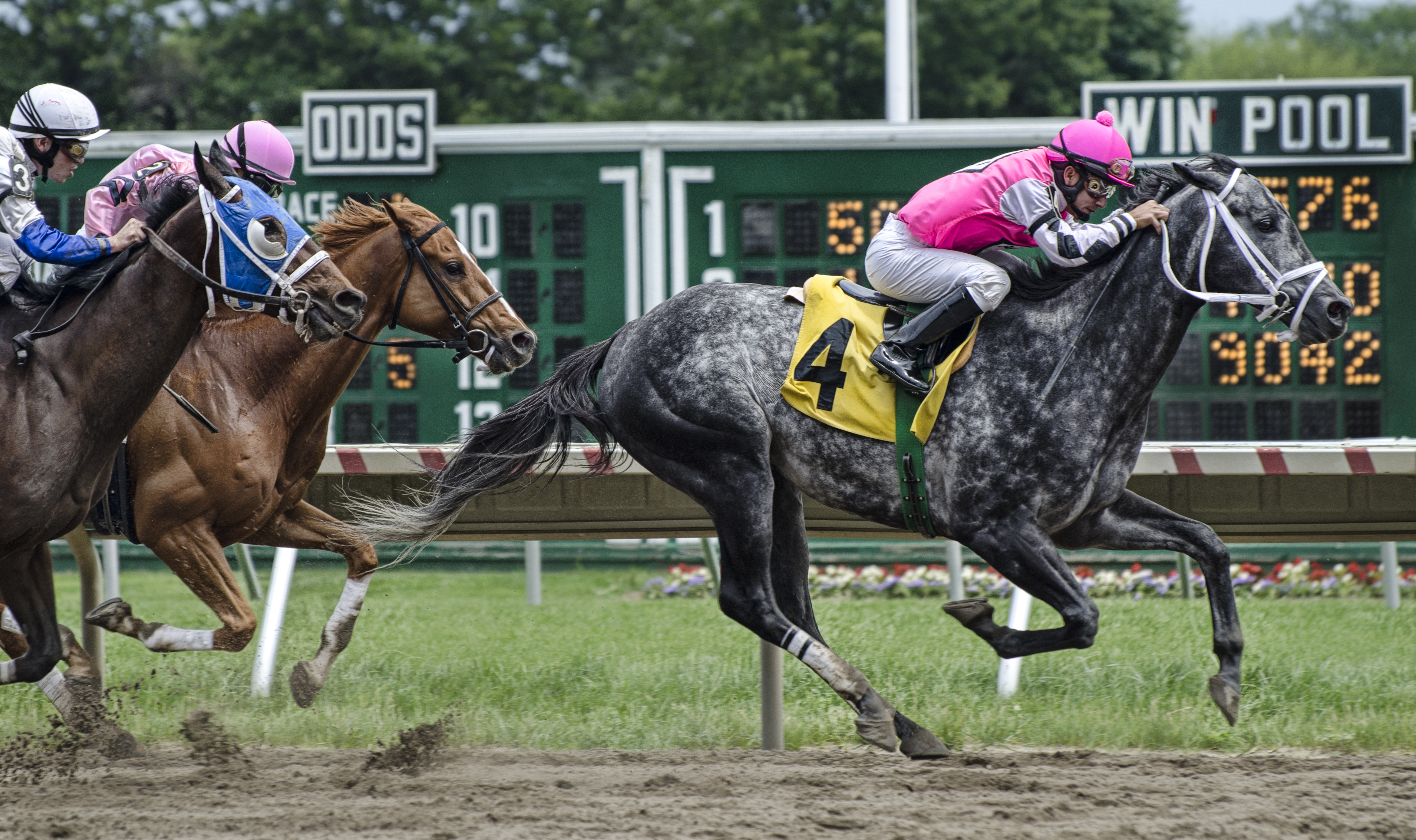
Ипподром в Монмутском парке

Ипподром Монмут Парк в Оушенпорте и гоночная трасса Фрихолд предлагают любителям возможность делать ставки на скачки. В сентябре 2024 года трасса объявила о закрытии, окончательная дата проведения гонок назначена на 28 декабря.
В 1943 году Нью-Йорк Янкиз провели весеннюю тренировку в Эсбери-парке вместо Флориды. Это было связано с тем, что во время войны железнодорожный транспорт пришлось законсервировать, а весенние тренировки Высшей бейсбольной лиги были ограничены районами к востоку от реки Миссисипи и к северу от реки Огайо.